# Furcasternum
Furcasternum (l. mn. furcasterna) – część sterna tułowiowych owadów.
U owadów pierwotnie bezskrzydłych furcasternum stanowi część sternum oddzieloną od basisternum przez sternakostę.
U owadów uskrzydlonych furcasternum stanowi wyraźnie odseparowaną część eusternum z której wychodzą widełki sternalne. Widełki sternalne mogą być też umieszczone na sternellum lub ani furcasternum ani sternellum mogą być nieodróżnialne od basisternum.
Furcasternum przedtułowia określane jest jako profurcasternum.